# Centrale nucleare di Paluel
La centrale nucleare di Paluel è una centrale nucleare francese situata nella Senna Marittima, sul territorio del comune di Paluel, ad ovest di Dieppe (40 km), a nord di Rouen (65 km), a nord-est di Le Havre (70 km) e ad ovest di quella di Penly (40 km), sulla costa de La Manica.
L'impianto è composto da 4 reattori PWR operativi –  modello P4 REP 1300 – da 3 817MWt e da 1 382MWe. I 4 reattori di Paluel fanno parte di un programma di una serie di 20 reattori del modello P4 REP 1300 (2 Belleville, 4 Cattenom, 2 Flamanville, 2 Golfech, 2 Nogent, 4 Paluel, 2 Penly e 2 Saint-Alban).